# Alva Myrdal
Alva Reimer Myrdal, conhecida como Alva Myrdal, (Uppsala, 31 de Janeiro de 1902 — Danderyd, 1 de Fevereiro de 1986) foi uma política social-democrata e diplomata sueca.
Foi uma das reformadoras sociais mais influentes do século XX. Casada com Gunnar Myrdal desde 1934, Alva entrou em 1962 no parlamento da Suécia e em 1962 foi enviada como delegada sueca à conferência sobre desarmamento em Genebra, função que desempenhou até 1973. Em 1966 foi nomeada também ministra do gabinete consultivo para o desarmamento, cargo que manteve até 1973. Pelo seu apoio aos processos de desarmamento, foi agraciada com o Nobel da Paz de 1982.
Alva Myrdal pugnou ativamente pela modernização da Suécia, e defendeu a igualdade da mulher, a educação pré-escolar e uma melhor habitação para a população do país.

## Biografia

### Juventude e estudos
Alva Myrdal nasceu em Uppsala e cresceu como a primeira filha de uma família modesta, filha de Albert Reimer (1876–1943) e Lowa Jonsson (1877–1943). Ela tinha quatro irmãos: Ruth (1904–1980), Folke (1906–1977), maio (1909–1941) e Stig (1912–1977). Seu pai era um socialista e liberal moderno. Durante sua infância, a família mudou-se para lugares diferentes. Por exemplo, eles eram residentes de Eskilstuna, Fairfield e Estocolmo. Seus estudos acadêmicos envolveram psicologia e sociologia da família. Ela obteve o diploma de Bacharel em Ciências em Estocolmo em 1924.
Em 1929, Myrdal e seu marido Gunnar Myrdal tiveram a oportunidade de viajar para os Estados Unidos. Myrdal aprofundou ainda mais seus estudos nas áreas de psicologia, educação e sociologia enquanto estava nos Estados Unidos. Ela teve a oportunidade especial de ampliar seus conhecimentos sobre a educação infantil. A observação de Myrdal sobre as grandes disparidades sociais e econômicas nos Estados Unidos também levou a um maior compromisso político - "radical" foi o termo que ela e seu marido passaram a usar para descrever sua visão política compartilhada. Eles então se mudaram para Genebra para estudos adicionais. onde começaram a estudar o declínio populacional que preocupou muitos europeus durante o período entre guerras.

### Política da família e questão da população
Myrdal chamou a atenção do público pela primeira vez na década de 1930 e foi uma das principais forças motrizes na criação do Estado de bem-estar social sueco. Foi co-autora do livro Crisis in the Population Question (em sueco: Kris i befolkningsfrågan com Gunnar Myrdal em 1934). A premissa básica da Crise na Questão da População é descobrir quais reformas sociais são necessárias para permitir a liberdade individual (especialmente para as mulheres), ao mesmo tempo que promove a gravidez e incentiva os suecos a ter filhos. O livro também detalhou a importância da responsabilidade compartilhada pela educação das crianças, tanto entre os pais quanto a comunidade, por educadores infantis treinados.
Myrdal criticou fortemente os desenvolvimentos no funcionamento de pré-escolas para crianças na Suécia. Consequentemente, ela publicou o livro Urban Children (1935), onde apresentou suas ideias para um sistema de pré-escola sueco recém-reformado. Ela argumentou que os cuidados infantis contemporâneos eram falhos. O sistema foi polarizado entre dois extremos - medidas de 'assistência aos pobres' para os menos favorecidos contrastadas com aquelas medidas que preparavam crianças de famílias mais ricas para escolas privadas. Ela ressaltou que existem obstáculos materiais para se ter acesso a uma boa educação. Portanto, reformas sociais e econômicas eram necessárias. Myrdal queria combinar e integrar os dois extremos.
Um ano depois, ela pôde colocar sua teoria em prática, ao se tornar diretora do Seminário Nacional de Educação, que ela fundou em 1936. Ela trabalhou lá pessoalmente como professora e pedagoga, treinando professores de pré-escola. Myrdal enfatizou a falta de pesquisas educacionais recentes em relação à formação de professores de pré-escola. Seu ensino procurou integrar as novas descobertas da psicologia infantil na educação. Os estudos sociais também foram enfatizados, assim como o desenvolvimento pessoal das mulheres.
Com o arquiteto Sven Markelius, Myrdal projetou a Cooperativa Collective House de Estocolmo em 1937, com o objetivo de desenvolver mais liberdade doméstica para as mulheres.
Em 1938, Alva e Gunnar Myrdal mudaram-se para os Estados Unidos. Enquanto estava nos EUA, Myrdal publicou o livro Nation and Family (1941) sobre a unidade familiar sueca e a política populacional. Durante a Segunda Guerra Mundial, ela também viveu periodicamente na Suécia.

### Decolagem da carreira no pós-guerra
Um longo tempo membro proeminente do Partido Operário Social-Democrata da Suécia, no final de 1940, ela se envolveu em questões internacionais com as Nações Unidas, nomeada para dirigir a sua seção sobre a política de bem-estar em 1949. De 1950 a 1955 ela foi presidente da UNESCO na seção de ciências sociais - a primeira mulher a ocupar posições de destaque na ONU. Em 1955–1956, ela serviu como enviada sueca a Nova Delhi, Índia, Yangon, Mianmar e Colombo, Sri Lanka.
Em 1962, Myrdal foi eleita para o parlamento sueco e, em 1962, foi enviada como delegada sueca à conferência de desarmamento da ONU em Genebra, cargo que manteve até 1973. Durante as negociações em Genebra, ela desempenhou um papel extremamente ativo, emergindo como líder do grupo de nações não alinhadas que se empenhava em pressionar as duas superpotências (EUA e URSS, respectivamente) para mostrar maior preocupação com medidas concretas de desarmamento. Suas experiências dos anos passados em Genebra encontraram um escape em seu livro "O jogo do desarmamento", no qual ela expressa seu desapontamento com a relutância dos EUA e da URSS em se desarmarem.
Myrdal participou da criação do Stockholm International Peace Research Institute, tornando-se a primeira presidente do conselho administrativo em 1966. Em 1967 ela também foi nomeada ministra consultiva do gabinete para o desarmamento, cargo que ocupou até 1973. Myrdal também escreveu o aclamado livro The Game of Disarmament, publicado originalmente em 1976. Apoiante vocal do desarmamento, Myrdal recebeu o Prêmio Nobel da Paz em 1982 junto com Alfonso Garcia Robles. Em 1983, Myrdal encerrou efetivamente a controvérsia acalorada sobre o futuro da Escola de Música de Adolf Fredrik, "The AF-fight" (sueco: AF-striden).
Myrdal promoveu reformas na creche e mais tarde se tornou uma comissão governamental sobre o trabalho feminino e presidente da Federação de Mulheres Empresárias e Profissionais.